# Jörg Wartmann

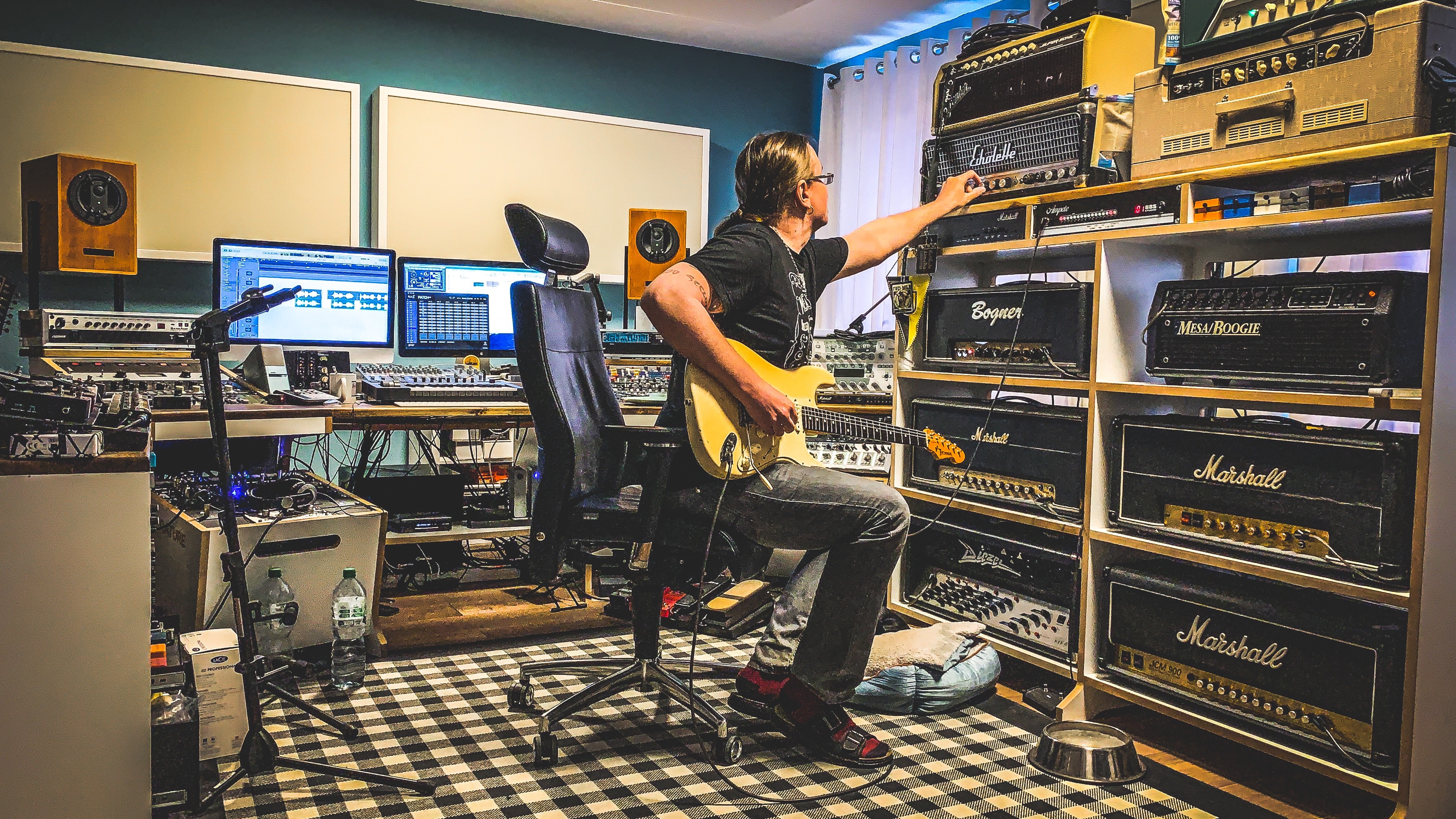
Jörg „Warthy“ Wartmann in seinem Studio, 2022

Jörg „Warthy“ Wartmann (* 12. Februar 1972 in Bernburg) ist ein deutscher Gitarrist, Produzent, Arrangeur und Komponist.

## Leben
Er begann mit 13 Jahren Gitarre zu spielen, zunächst autodidaktisch und dann vier Jahre lang als Schüler der Musikschule Bernburg. Er spielte zusammen mit Bands wie Living Strings, Minaton, Nedy John Cross, Down Below, Evidence One und Justice, trat mit diesen in Konzerten als Vorgruppen von Deep Purple, Ronnie James Dio oder Simple Minds u. v. a. m. auf und spielte auf Festivals wie z. B.: Summer Breeze und Earthshaker Fest.
Seit 1997 spielt Jörg Wartmann regelmäßig in Studios, zunächst für seine eigenen Bands, später auch für andere Künstler. Seit 2007 arbeitet er als Studiomusiker, Arrangeur und Komponist für Bands und Künstler wie Unheilig, Frei.Wild, Bernhard Brink, Kastelruther Spatzen, Beatrice Egli, Nik P., Alexander Klaws, Eisbrecher oder BRDigung und spielt und arrangiert u. a. für die Produzenten Alexander Lysiakow, Henning Verlage, Mathias Roska, Uwe Fahrenkrog-Petersen, Andreas Bärtels und Charlie Bauerfeind.
Im Jahr 2008 tourte er als Repräsentant der Guitar Hero-World Tour durch Deutschland. 2009 veröffentlichte er sein erstes Solo-Album mit dem Namen Triumph of Fantasy, auf dem dreizehn Musiker mitwirkten – unter ihnen Markus Grosskopf und Daniel Löble von Helloween.
Wartmann schrieb von 2011 bis 2016 für das Studiofachmagazin Sound & Recording den Workshop Sounds like…. Dabei stellte er bekannte Gitarrensounds im Rechner nach. Seit 2012 ist er für das Charity-Projekt Wilde Flamme der Band Frei.Wild aktiv, um das u. a. Südtiroler Kinderdorf in Brixen zu unterstützen.
Mittlerweile hat Warthy auf 10 Millionen verkaufter Tonträger mitgewirkt und war über 180 Mal in den offiziellen Charts in Deutschland, Österreich und der Schweiz vertreten. Davon gab es 23 Mal Platz 1 und 80 Mal war es eine einstellige Platzierung. Die Veröffentlichungen, an denen er beteiligt war, wurden 31 Mal mit Platin und 50 Mal mit Gold ausgezeichnet.

## Diskografie (Auszug)
- 2022: Frei.Wild, Best of Wir schaffen Deutsch.Land
- 2022: AGF Radio, 15 Jahre
- 2022: Goldene Weihnachtshits, B. Brink, V. Gross, C. Lais, P. Wagner, A. Garfunkel jr...
- 2022: Frei.Wild, 20 Jahre J.V.A. LTD. Vinyl Box
- 2022: Simone Sommerland, Karsten Glück & Die Kita-Frösche, Die 30 besten Herbstlieder für Kinder 2
- 2022: Bernhard Brink, 50
- 2022: Hämatom feat. Saltatio Mortis, It's raining beer
- 2022: Saltatio Mortis feat. Hämatom, Alive now
- 2022: Rebel Tell, Schlager ist nicht kriminell
- 2022: Tea, Wie wird es sein ohne Dich?
- 2022: Simone Sommerland, Karsten Glück & Die Kita-Frösche, Die 30 besten internationalen Kinderdisco-Lieder
- 2022: Bernhard Brink, Unsere Stars gratulieren zum 70.Geburtstag
- 2022: Chris Cronauer, Dankbar
- 2022: Simone Sommerland, Karsten Glück & Die Kita-Frösche, Die 30 besten Oster- & Frühlingslieder 2
- 2022: Zumbroich, 12459 Berlin
- 2022: Ernstfall, Jungs bleiben Jungs
- 2021: Simone Sommerland, Karsten Glück & Die Kita-Frösche, Die 30 besten Kinderlieder zum Entspannen
- 2021: Frei.Wild, Wir schaffen Deutsch.Land
- 2021: Hämatom, Die Liebe ist tot
- 2021: Rookies & Friends, Vol. 3 + Xmas CD
- 2021: Ampex, Alles was Du brauchst
- 2021: Bad Jokers, Welt in Ketten
- 2021: Unheilig, Lichterland Best of + Weihnachtslieder
- 2021: Unheilig, Stille Winternacht
- 2021: Hämatom + 257ers, Ficken unsren Kopf
- 2021: Bernhard Brink, Liebe & leben - Schlager Titan Edition
- 2021: Eizbrand, Pyromanie
- 2021: Unheilig, Lichtermeer
- 2021: Simone Sommerland, Karsten Glück & Die Kita-Frösche, Die 30 besten Weihnachts- & Winterlieder 2
- 2021: Sotiria, Mein Herz
- 2021: Ross Antony, Willkommen im Club - 20 Jahre
- 2021: Bernhard Brink, Lieben und leben (Album)
- 2021: VIVA, Unser Weg
- 2021: Simone Sommerland, Karsten Glück & Die Kita-Frösche, Die 30 besten Piraten- & Seemannslieder
- 2021: Moni Butz, Bis der kleine Frosch ganz müde war
- 2021: Simone Sommerland, Karsten Glück & Die Kita-Frösche, Die 30 besten Babylieder
- 2021: Christian Deussen, Nie mehr ohne Dich
- 2020: Frei.Wild, Scheiss auf 2020
- 2020: Mia Julia, Mitten in Mia
- 2020: SYSTEM RELEVANT, Gemeinsam durch Höhen und Tiefen
- 2020: Ross Antony, Lass es glitzern - Weihnachten mit Ross
- 2020: Hämatom, Zombieland
- 2020: Feli Debbi, Ohne dich
- 2020: Lars Rau, Lass mich raus
- 2020: BRDigung, Donald Trump
- 2020: Ampex, Einzelkämpfer
- 2020: Unheilig, Wir sind alle wie eins
- 2020: Frei.Wild, Attacke ins Glück - Corona Tape 2
- 2020: Artefuckt, Gemini
- 2020: Schlager Hits 2020, Ich liebe das Leben
- 2020: Beatrice Egli, BUNT - Best of
- 2020: Jay Ventura, Call me mañana
- 2020: Frei.Wild, Zieh mit den Göttern - Version 2020
- 2020: Artefuckt, Manifest - Remastered
- 2020: June Niesein, Apocalypse
- 2020: Simone Sommerland, Karsten Glück & Die Kita-Frösche, Die 30 besten Schlaflieder für Kinder 2
- 2020: Wilde Flamme, Engel, Retter & Helden
- 2020: Christian Deussen, Nie mehr ohne Dich
- 2020: Frei.Wild, Alles wird gut! Corona Quarantäne Tape
- 2020: Frei.Wild, Corona Weltuntergang V2
- 2020: AMPEX, Virus deiner Zeit
- 2020: DJ Ötzi, 20 Jahre DJ Ötzi-Party Ohne Ende - Gold Edition
- 2020: VIVA, Lebenslang
- 2020: Frei.Wild, Corona Weltuntergang
- 2020: Simone Sommerland, Karsten Glück & Die Kita-Frösche, Die 30 besten Kirchenlieder für Kinder
- 2020: Christoph Sakwerda, Dreamteam
- 2020: BRDigung, Zeig Dich
- 2020: Bernhard Brink & Sonia Liebing, Du hast mich einmal zu oft angesehen
- 2020: Lars Rau, Verschlossenes Herz
- 2019: Timesphere, Escape
- 2019: Frei.Wild, STILL2
- 2019: Sotiria, Hallo Leben (Deluxe Edition)
- 2019: Frei.Wild, Blinde Völker wie Armeen
- 2019: Lost Zone, Blacked Out
- 2019: Maerzfeld, Zorn
- 2019: Eizbrand, Feuertaufe
- 2019: Martin Kesici, Ärger
- 2019: Simone Sommerland, Karsten Glück & Die Kita-Frösche,  Die 30 besten Kinderdisco-Hits
- 2019: Hämatom, Maskenball
- 2019: Bernhard Brink, Diamanten
- 2019: Sotiria, Nacht voll Schatten
- 2019: Lustfinger, Es gibt nichts zu bereuen Hoch die Schals - 1860 München
- 2019: Troglauer Buam, Tag am Meer STEREOACT Remix
- 2019: Simone Sommerland, Karsten Glück & Die Kita-Frösche,  Die 30 besten Kindertanzlieder
- 2019: Stunde Null, Alles voller Welt
- 2019: Frei.Wild, Unsere Lieblingslieder
- 2019: Local Bastards, Krone der Schöpfung
- 2019: Lustfinger, Es gibt nichts zu bereuen
- 2019: Frei.Wild, Alkohol
- 2019: Simone Sommerland, Karsten Glück & Die Kita-Frösche,  Die 30 besten neuen Spiel- & Bewegungslieder
- 2019: Gilbert, Freunde fürs Leben
- 2019: Frei.Wild, Feuer, Erde, Wasser, Luft
- 2019: Dying Gorgeous Lies, The Hunter And The Prey
- 2019: Hämatom feat. Hansi Kürsch, I want it all
- 2019: Troglauer Buam, Friede, Freude, Volxmusic
- 2019: Artefuckt, Stigma
- 2019: DJ Ötzi, 20 Jahre DJ Ötzi-Party Ohne Ende
- 2018: Stunde Null, Keiner stirbt heilig – Akustik
- 2018: Frei.Wild, Rivalen und Rebellen – Live & More
- 2018: Simone Sommerland, Karsten Glück & Die Kita-Frösche,  Die besten Kinderlieder aus der Serie 30 Besten
- 2018: Francine Jordi & Bernhard Brink, Ich gehe durch die Hölle für Dich
- 2018: Jason, Rebellenherz
- 2018: BRDigung, Livezünder
- 2018: Viva, Kein Entkommen
- 2018: Frei.Wild, Der Teufel trägt Geweih
- 2018: Sotiria, Hallo Leben
- 2018: Simone Sommerland, Karsten Glück & Die Kita-Frösche, Die besten Kinderlieder aus der Serie 30 Besten
- 2018: Eisbrecher, Ewiges Eis
- 2018: Mr Tyger, 钛戈
- 2018: Simone Sommerland, Karsten Glück & Die Kita-Frösche, Die 30 besten Lieder für Jungs
- 2018: Bernhard Brink, Mit dem Herz durch die Wand (Single)[8]
- 2018: Mia Nova, You know my name
- 2018: Staubkind, Hinter meinen Träumen
- 2018: Stunde Null, Vom Schatten ins Licht
- 2018: Trebu Goldkatz, Louisiana Voodoo
- 2018: Beatrice Egli, Wohlfühlgarantie (1× Gold in DE)
- 2018: Frei.Wild, Rivalen und Rebellen (1× Platin in DE)
- 2018: Simone Sommerland, Karsten Glück & Die Kita-Frösche, Die 30 besten Kindergartenlieder 2
- 2018: Beatrice Egli, Verliebt, verlobt, verflixt nochmal[9]
- 2018: BRDigung, Zeitzünder
- 2018: Hämatom, Bestie der Freinheit
- 2018: Bernhard Brink, Zwischen Himmel & Erde[10]
- 2017: Herren, Neue Deutsche Herrlichkeit
- 2017: Volker Rosin, Tanzfieber!
- 2017: Unheilig, Best Of Vol. 2 – Rares Gold
- 2017: Wolf Stein, Traveller
- 2017: Frei.Wild, Rivalen & Rebellen
- 2017: Nik P., Ohne Wenn & Aber (1× Gold in AT)
- 2017: Simone Sommerland, Karsten Glück & Die Kita-Frösche, Die 30 besten Lieder für Mädchen
- 2017: Wolv, Tanz
- 2017: Wolv, Was kostet ein Leben
- 2017: Eisbrecher, Sturmfahrt
- 2017: Tom Post, Egal wie weit
- 2017: Artefuckt, Manifest
- 2017: Bernhard Brink, Mit dem Herz durch die Wand
- 2017: Simone Sommerland, Karsten Glück & Die Kita-Frösche, Die 30 besten Kinderlieder mit Klassikmelodien
- 2017: Hochzeitslieder, 20 Walzer für den Eröffnungstanz
- 2016: Frei.Wild, 15 Jahre mit Liebe, Stolz & Leidenschaft
- 2016: Simone Sommerland, Karsten Glück & Die Kita-Frösche, Die 30 besten neuen Schlaflieder
- 2016: BRDigung, Das Fest fällt aus
- 2016: Beatrice Egli, Kick im Augenblick – Fan Edition
- 2016: Unheilig, Von Mensch zu Mensch (1× Platin in DE)
- 2016: Hämatom, Wir sind Gott – Tour Edition
- 2016: Simone Sommerland, Karsten Glück & Die Kita-Frösche, Die 30 besten traditionellen Kinderlieder, Vol. 2
- 2016: Mr Tyger, 胜利时刻 (China TV Song für Olympiade in Rio)
- 2016: Frei.Wild, 15 Jahre Deutschrock & SKAndale
- 2016: Simone Sommerland, Karsten Glück & Die Kita-Frösche, Die 30 besten neuen Urlaubs- & Sommerlieder
- 2016: Wilde Flamme, Die Zeit kommt allein und nicht zu zweit
- 2016: Hannah, Aufstieg
- 2016: Franz Wetzelberger, Concert For Orchestra & Electric Guitar
- 2016: BRDigung, Chaostheorie
- 2016: Beatrice Egli, Kick im Augenblick[11]
- 2016: Path Of Destiny, Dreams In Splendid Black
- 2016: Hämatom, Wir sind Gott
- 2016: Simone Sommerland, Karsten Glück & Die Kita-Frösche, Die 30 besten TV – Serienlieder
- 2016: Bernhard Brink, Unendlich
- 2016: Hämatom, Fick das System
- 2015: Tea, Es wird Licht
- 2015: Frei.Wild, Opposition – XTreme Edition
- 2015: Unheilig, Schwarzes Gold
- 2015: Carsten Lizard Schulz Syndicate, The Day The Earth Stopped Turning
- 2015: Simone Sommerland, Karsten Glück & Die Kita-Frösche, Die 30 besten neuen Weihnachts- & Winterlieder
- 2015: Down Below, Mutter Sturm
- 2015: Alexander Klaws, Auf die Bühne, fertig, los!
- 2015: Männer der Berge, Durch tausend Feuer
- 2015: Saltatio Mortis, Zirkus Zeitgeist – Unheilig Track "Lebensweg"
- 2015: Simone Sommerland, Karsten Glück & Die Kita-Frösche Die 30 besten 'Märchenlieder
- 2015: Tea, Mach die Welt bunt
- 2015: Eisbrecher, Rot wie die Liebe
- 2015: Karsten Glück Die 20 wichtigsten Wissenslieder
- 2015: Annemarie Eilfeld, Neonlicht
- 2015: Frei.Wild, Opposition (1× Platin in DE)
- 2015: Spellbound, Nothing But The Truth
- 2015: Unheilig, Mein Berg
- 2015: Frei.Wild, Wie Ein Schützender Engel
- 2015: Simone Sommerland, Karsten Glück & Die Kita-Frösche Die 30 besten, Kinderturnlieder
- 2015: The Jury and the Saints, The Jury and the Saints
- 2015: Dying Gorgeous Lies, First World Breakdown
- 2015: Eisbrecher, Schock (1× Gold in DE)
- 2015: Frei.Wild, Unvergessen, unvergänglich, lebenslänglich
- 2015: Bad Jokers, Da kommen wir her
- 2014: Unheilig, Gipfelstürmer (u. a. Zeit zu gehen) (5× Gold in DE; 1× Platin in AT)
- 2014: Frei.Wild, Wir brechen Eure Seelen
- 2014: Hits von Kids, Kinderdisco
- 2014: Beatrice Egli, Bis hierher und viel weiter[12] (1× Platin in DE; 3× Platin in AT; 1× Gold in CH)
- 2014: Hämatom, X
- 2014: Staubkind, Alles was ich bin
- 2014: Licky, Gravity Castle
- 2014: Wilde Flamme, Durch alle Gezeiten
- 2014: Frei.Wild, Live In Frankfurt: Unfassbar, Unvergleichbar, Unvergesslich, Zwei Tage in der Ewigkeit (1× Gold in DE)
- 2014: Frei.Wild, Auf "Still"er Fahrt – Die Konzertreise
- 2014: Eisbrecher, Zehn Jahre Kalt
- 2014: Unheilig, Alles hat seine Zeit – Best of Unheilig 1999–2014
- 2014: BRDigung, In goldenen Ketten
- 2013: Frei.Wild, Stille Nacht
- 2013: Eisbrecher, 10 Jahre Eisbrecher
- 2013: Rabia Sorda, Hotel Suicide
- 2013: Frei.Wild, Still (1× Gold in DE)
- 2013: Down Below, Zur Sonne – Zur Freiheit
- 2013: Hämatom, Keinzeitmensch
- 2013: Down Below, Unvergessene Zeit
- 2013: Annemarie Eilfeld, Barfuß durch Berlin
- 2013: Wilde Flamme, Geschichten bleiben Geschichten
- 2013: PowerWorld, Cybersteria
- 2013: Annemarie Eilfeld, Es geht vorbei
- 2013: Blutengel, Monument
- 2013: Unantastbar, Gegen die Stille
- 2012: Rabia Sorda, Eye M The Blacksheep[13]
- 2012: Annemarie Eilfeld, Santa Klaus vergiss mich nicht
- 2012: Unheilig, Lichter der Stadt (9× Gold in DE; 2× Platin in AT; 2× Platin in CH)
- 2012: Frei.Wild, Feinde deiner Feinde (1× Platin in DE; 1× Gold in AT)
- 2012: Bad Jokers, Alte Rituale
- 2012: Hämatom, Schutt und Asche
- 2012: Staubkind, Staubkind
- 2012: Wilde Flamme, 1000 Meilen, 1000 Worte
- 2012: Zündstoff, Lieder im Zeichen der Zeit
- 2012: BRDigung, Zwischen Engeln und Teufeln
- 2012: Frei.Wild, Die Welt brennt – Live in Stuttgart
- 2012: Eisbrecher, Die Hölle muss warten (1× Gold in DE)
- 2011: Frei.Wild, Händemeer (1× Gold in DE)
- 2011: J.B.O., Happy Metal Thunder
- 2011: J.B.O., Killeralbum (Limited Pack)
- 2011: Kastelruther Spatzen, Hand auf’s Herz[14]
- 2011: Hämatom, Wenn man vom Teufel spricht
- 2011: Unantastbar, Schuldig
- 2010: Justice, Live Five
- 2010: Frei.Wild, Gegengift (1× Platin in DE)
- 2010: Betty Lenard, "Apus"
- 2010: Unheilig, Große Freiheit (9× Platin in DE; 4× Platin in AT; 2× Platin in CH)
- 2009: Warthy, Triumph of Fantasy
- 2009: Frei.Wild, Hart am Wind (1× Gold in DE)
- 2009: Down Below, Wildes Herz
- 2008: PowerWorld, PowerWorld
- 2007: Down Below, Sinfony 23
- 2007: Evidence One, Sky Is the Limit
- 2001: Kerry’s Kids, Eishockey WM Song 2001
- 2001: Rockland Riders, Take the Power
- 2000: Minaton, Evolution I
- 1997: Nedy John Cross, HSV Song 2000
- 1997: Nedy John Cross, FCM Hymne
- 1995: Nedy John Cross, Between Life & Death